# Czekając na sobotę
Czekając na sobotę – film dokumentalny produkcji polskiej z 2010 roku. Ukazuje on wiejską młodzież pozbawioną perspektyw i pomysłu na życie, których jedyną rozrywką i celem w życiu jest cotygodniowa zabawa w miejscowej dyskotece „Nokaut”. Film kręcony był w miejscowości Trawniki oraz w kilku innych miejscowościach w Polsce, z samych Trawnik było tylko kilka scen (uboga rodzina, która ubiła świnię) oraz dyskoteka „Nokaut”, reszta scen była kręcona pod Warszawą oraz na północy Polski.
W 2011 film wyróżniono Dyplomem Honorowym podczas Festiwalu Mediów Człowiek w Zagrożeniu oraz Nagrodą Główną „Złoty Nurt - Wydarzenie Nurtu” na Festiwalu Form Dokumentalnych „Nurt” w Kielcach.